# 노은역
노은역(Noeun station, 老隱驛)은 대전광역시 유성구 지족동에 있는 대전 도시철도 1호선의 전철역이다.

## 연혁
- 2003년 7월 25일 : 노은역으로 역명 확정
- 2007년 4월 17일 : 2단계 (정부청사 ~ 반석) 구간 개통과 함께 영업 개시

## 역 구조
2면 2선의 상대식 승강장이 있는 지하역이다. 승강장에는 스크린도어가 설치되어 있다. 출구는 4개가 있다.

### 승강장
| 월드컵경기장 ↑ |
| \| 상          |
| ↓ 지족         |

| 상행 | ● 대전 도시철도 1호선 | 월드컵경기장 · 유성온천 · 대전역 · 판암 방면 |
| 하행 | ● 대전 도시철도 1호선 | 지족 · 반석 방면                             |

- 승강장 번호는 없다.

## 역 주변
- 열매마을 1~8단지
- 대전상지초등학교
- 대전지족중학교
- 대전지족고등학교
- 유성선병원
- 지족우체국
- CGV 유성노은
- 선사박물관
- 은구비공원
- KB국민은행 노은지점
- 하나은행 노은지점
- 교보증권 대전금융센터
- 신한은행 노은지점
- 가나파로스빌
- 노은SK허브
- 노은동 성당

## 승차량 변동
| 역 노선 | 1일 평균 승차 인원 | 1일 평균 승차 인원 | 1일 평균 승차 인원 | 1일 평균 승차 인원 | 1일 평균 승차 인원 | 1일 평균 승차 인원 | 1일 평균 승차 인원 | 1일 평균 승차 인원 | 1일 평균 승차 인원 | 1일 평균 승차 인원 |
| 역 노선 | 2006년             | 2007년             | 2008년             | 2009년             | 2010년             | 2011년             | 2012년             | 2013년             | 2014년             | 2015년             |
| ------- | ------------------ | ------------------ | ------------------ | ------------------ | ------------------ | ------------------ | ------------------ | ------------------ | ------------------ | ------------------ |
| 1호선   | 미개통             | 2,425              | 2,772              | 3,181              | 3,383              | 3,679              | 3,912              | 4,126              | 4,307              | 4,250              |
| 1호선   | 2016년             | 2017년             | 2018년             | 2019년             | 2020년             |                    |                    |                    |                    |                    |
| 1호선   | 4,135              | 4,113              | 4,042              | 4,125              |                    |                    |                    |                    |                    |                    |

## 사건
- 2013년 3월 23일 노은역 광장에서 놀이를 하던 한 초등학생이 채광창에 올라갔다가 유리가 깨지면서 7m 아래로 추락해 뇌사 상태에 빠졌다. 이 곳 주변의 유동인구가 많은데도 안전시설이 미비한 점이 문제점으로 지적되었다.[2]

## 인접한 역
| 대전 도시철도 1호선        | 대전 도시철도 1호선   | 대전 도시철도 1호선 |
| -------------------------- | --------------------- | ------------------- |
| 119 월드컵경기장 판암 방면 | ● 대전 도시철도 1호선 | 121 지족 반석 방면  |